# Zethus andinus
Zethus andinus är en stekelart som beskrevs av Brethes 1903. Zethus andinus ingår i släktet Zethus och familjen Eumenidae. Inga underarter finns listade i Catalogue of Life.